# Shōgo Shimada (Fußballspieler)
Shōgo Shimada (japanisch 嶋田 正吾 Shimada Shōgo; * 13. November 1979 in der Präfektur Hyōgo) ist ein japanischer Fußballspieler.

## Karriere
Shimada erlernte das Fußballspielen in der Universitätsmannschaft der Osaka University of Commerce. Seinen ersten Vertrag unterschrieb er 2002 bei Ain Foods SC. 2004 wechselte er zum Drittligisten Sagawa Express Osaka (heute: Sagawa Shiga FC). 2008 wechselte er zum Zweitligisten FC Gifu. Für den Verein absolvierte er 139 Ligaspiele. 2012 kehrte er zu Sagawa Shiga FC zurück.